# Huajangozaur
Huajangozaur (Huayangosaurus) – rodzaj dinozaura z infrarzędu stegozaurów, wyłączanego do osobnej rodziny biorącej od niego nazwę i uznawanego za bazalnego przedstawiciela Stegosauria. Zamieszkiwał tereny dzisiejszych Chin w jurze środkowej. Odżywiał się roślinami. Posiadał cechy niespotykane u swych krewnych, jak zęby przedszczękowe czy długie przednie łapy. Jego szyję, grzbiet i ogon pokrywały niewielkie płyty i kolce. Mogły one służyć do obrony przed drapieżnikami lub do komunikowania się z innymi osobnikami własnego gatunku.

## Morfologia

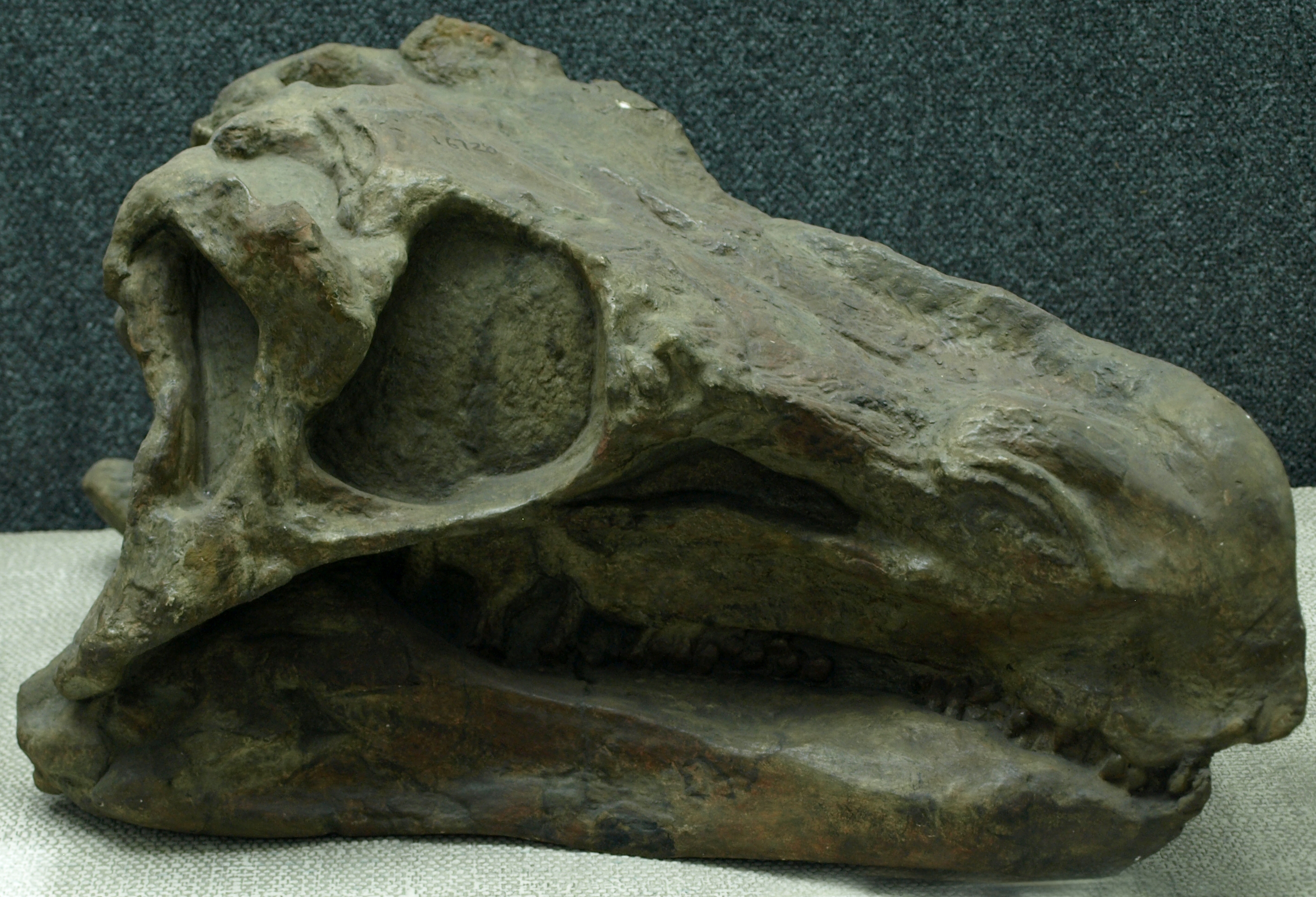
Czaszka wystawiana w Paleozoological Museum of China

Huajangozaur był prymitywnym przedstawicielem stegozaurów. Osiągał 4-4,6 m długości. Jego masę szacuje się na około 300 kg. Czyniło go to jednym z mniejszych przedstawicieli swego infrarzędu.
Szeroką czaszkę huajangozaura charakteryzowały liczne zęby, w tym także zęby przedszczękowe (małe, rosnące ku tyłowi, ząbkowane, kształtem zbliżone do stożka, pozbawione cingulum), które nie występowały u innych stegozaurów (wnioskuje się z tego, że opisywany rodzaj stanowił względem nich takson siostrzany). Kości przedszczękowe nosiły ich 7, szczękowe natomiast od 25 do 30 zębów. Zęby szczękowe stegozaurów oglądane od strony warg cechowały się kształtem mniej więcej trójkątnym, występowały cingula. U huajangozaura nie były do siebie dobrze dopasowane, choć na powierzchni językowej korony jednego z zębów holotypu zauważono ślady tarcia zębem o ząb. Górna krawędź kości zębowej rozwinęła się znacznie gorzej, niż u bardziej zaawansowanych stegozaurów, z boku widać było zęby z wyjątkiem kilku ostatnich. Od innych przedstawicieli swego infrarzędu Huayangosaurus odróżniał się także mniejszym dołem przedoczodołowym. Otwory w długiej, smukłej żuchwie o dobrze rozwiniętym wyrostku dziobiastym występowały w obydwu przypadkach, u huajangozaura nie osiągały jednak tak dużych rozmiarów, jak choćby u kentrozaura. Z kolei karbowanie, dobrze widoczne od strony "policzków" u huajangozaura i regnozaura, u stegozaura czy kentrozaura jest zredukowane. Pomiędzy kością kwadratową i kwadratowo-jarzmową nie znajdował się otwór spotykany np. u kentrozaura. Istnieje teoria, wedle której samce różniłyby się od samic większymi przypominającymi rogi tworami na głowie.

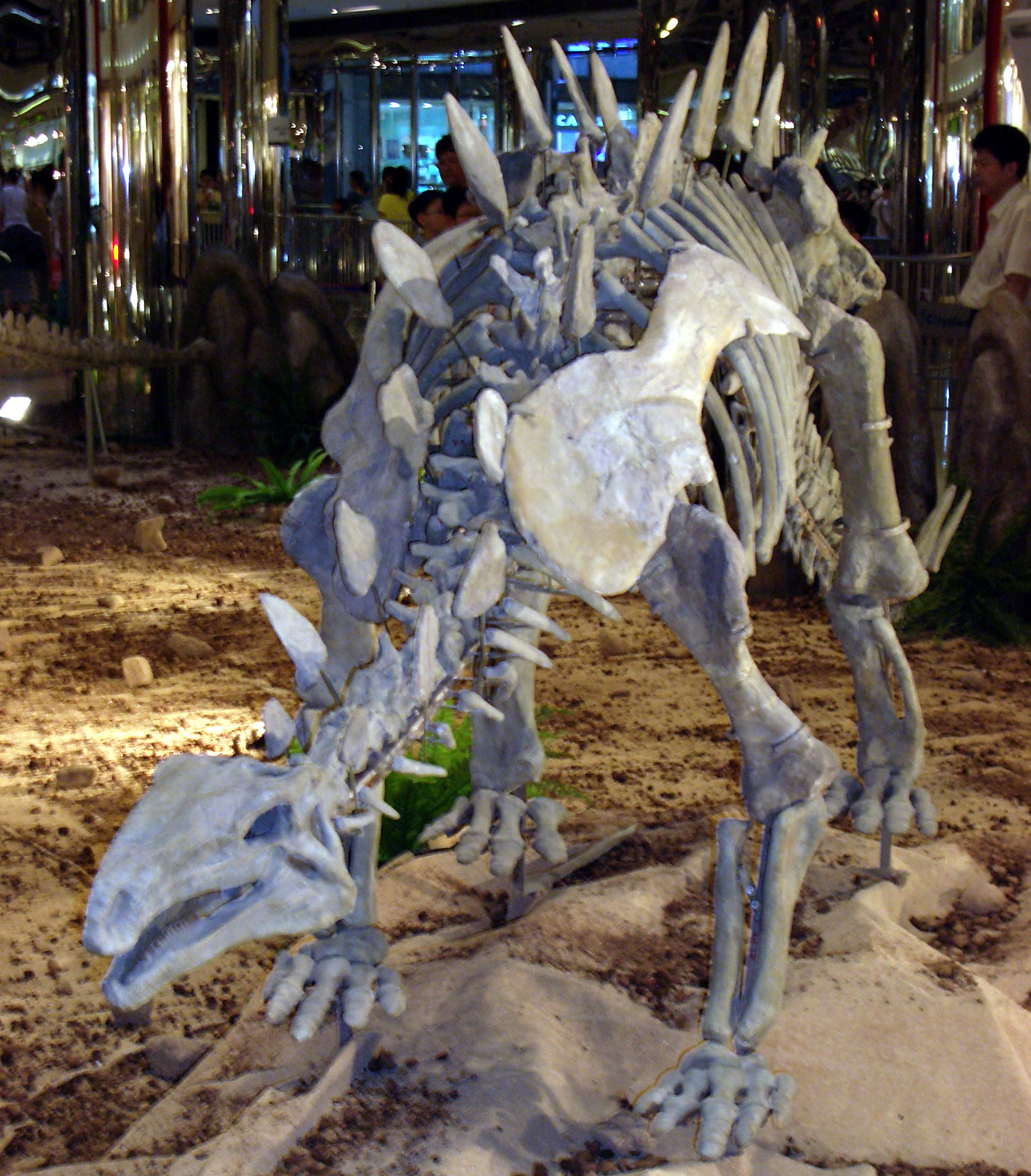
Szkielet

Gad zachował również podłużne rzędy tarczek na tułowiu i skostniałe ścięgna, które u Stegosauridae zanikły. Występuje 9 kręgów szyjnych. Na ich powierzchniach brzusznych widnieją wzniesienia. Łuk kręgowy 6. kręgu szyjnego opada w kierunku przednim. Szerokość kręgów 5., 6., 8. i 9. jest większa, niż ich długość. W toku ewolucji stegozaurów stosunek ten będzie się zmieniał na korzyść długości, zwiększy się też liczba kręgów odcinka szyjnego. Dystalna część kości łonowej uległa rozszerzeniu. Wyrostek poprzeczny kręgów grzbietowych wznosił się na 60 stopni. Wyrostki trzech kręgów krzyżowych łączyły się z sobą. W sumie odcinek krzyżowy poprzedzało 25 kręgów, w tym 16 grzbietowych. U huajangozaura także występowało poszerzenie kanału kręgowego, mające mieścić "drugi mózg". Można spotkać się z opinią, wedle której miejsce to kontrolowało ruchy tylnych łap i ogona. Jednakże podejrzewa się, że u stegozaurów i zauropodów jamę tą zajmował glikogen, podobnie jak u ptaków. Przednie i tylne kończyny nie różniły się zbytnio długością.
Huajangozaurze płyty osiągały niewielkie rozmiary, przypominały kolce. Różniły się pomiędzy sobą. Płyty na szyi nie osiągały większych rozmiarów, niż te wyrastające na ogonie. W płytach pokrywających grzbiet zwierzęcia znaleziono jamy mogące mieścić za życia naczynia krwionośne. Brałyby one w takim razie udział w termoregulacji albo też zmieniały kolor płyt w celu odstraszenia drapieżnika lub przyciągnięcia partnera.

## Systematyka
Po powtórnym zbadaniu szkieletu huajangozaura okazało się, że nie posiada on pewnych cech uznawanych wcześniej za synapomorfie grupy Stegosauria. Okazały się być one wspólne jedynie dla rodziny Stegosauridae, w definiowaniu której także odwołano się do nietypowego dinozaura z Chin. Określono ją bowiem jako zawierającą wszystkie taksony bliżej spokrewnione ze stegozaurem, niż z huajangozaurem. Tego ostatniego umieszcza się nieraz w odrębnej rodzinie Huayangosauridae Dong et al. 1982, zdefiniowanej przez Galtona i Upchurcha w 2004 w analogiczny sposób: wszystkie stegozaury bliżej spokrewnione z Huayangosaurus, niż ze Stegosaurus. Jednak zawierając pojedynczy niższy takson jest ona monotypowa, czyli z punktu widzenia kladystyki zbędna. Z drugiej strony inni naukowcy zaliczają do niej również czungkingozaura. Z uwagi na swoją pozycję huajangozaur może stanowić punkt odniesienia w przypadku nowo odkrytych stegozaurów, stanowiąc grupę zewnętrzną względem Stegosauridae. Umieszczanie go w Huayangosauridae nie przeszkadza określać go jako bazalnego przedstawiciela Stegosauria. Spośród innych stegozaurów z kolei za najprymitywniejszego uważa się opisanego w 2007 Jiangjunosaurus junggarensis, choć wykonany 5 lat wcześniej kladogram na podstawie badań 277 rodzajów autorstwa Pisaniego, Yatesa, Langera i Bentona najbliżej huajangozaura (będącego grupą zewnętrzną względem reszty Stegosauria) sytuował dacentrura.

## Odkrycie
Czaszkę i fragmenty szkieletu pozaczaszkowego określone później jako holotyp odnaleziono w 1980 i oznaczono jako IVPP V6728. Pochodziły one z dolnej formacji Shaximiao datowanej na środkową jurę, leżącej w Syczuanie w okolicy Zigong (Chińska Republika Ludowa). Zwierzęciu nadano nazwę rodzajową Huayangosaurus, oznaczającą "jaszczur z Hua Yang" (Hua Yang to dawna nazwa prowincji Syczuan). Epitet gatunkowy taibaii upamiętnia syczuańskiego poetę Li Taibai.
2 lata później w tym samym miejscu natrafiono na pozostałości 3 kolejnych zwierząt, przy czym kości tworzące jeden z tych szkieletów nie oddzieliły się od siebie. Szczątki te obejmują one także czaszkę. 2 pozostałe osobniki nie zachowały się w tak dobrym stanie: ich szczątki były porozrzucane. W sumie znaleziono 5 pozostałości zawierających elementy pozaczaszkowe, w tym kompletny szkielet z towarzyszącą czaszką. Wedle różnych źródeł dinozaur zamieszkiwał Azję w batonie i keloweju, około 165 lub 170 milionów lat temu. Jest najlepiej reprezentowanym w zapisie kopalnym stegozaurem swoich czasów, a nawet środkowej jury. Odkrycie huajangozaura podważa hipotezę o europejskim pochodzeniu tyreoforów, czyniąc wschodnią Azję bardziej prawdopodobnym miejscem ich powstania.

## Behawior i ekologia
Zwierzę żywiło się pokarmem roślinnym. Prowadziło spokojny tryb życia. Prawdopodobnie zamieszkiwało lasy.
Huajangozaur nie był jedynym dinozaurem swej formacji. Znaleziono w niej także szczątki zauropoda szunozaura, ornitopoda siaozaura i przedstawicieli rodziny celurów. Środkowojurajskie znaleziska dinozaurów z okolicy miasta Zigong tworzą tak zwaną "Shunosaurus fauna" ("faunę szunozaura"). Obfituje ona w zauropody, stegozaury i karnozaury. Szczątki szunozaura znaleziono w pobliżu pozostałości huajangozaura, a także gazozaura (z grupy tetanurów) i janduzaura (z ornitopodów). Zwierzęta te wchodzą także w skład piętra Dashanpuan, odpowiadającego bajosowi. Charakteryzują je liczne płazy, żółwie, pterozaury, dinozaury (takie jak zauropod datouzaur), słodkowodne małże, małżoraczki, pewne grupy skrzelonogów, poza zwierzętami zaś ramienicowe. Z kolei stegozaurem typowym dla kolejnego piętra o nazwie Tuojiangian jest tuodziengozaur.